# Молодая музыка (хор)
Молодая музыка (лит. Jauna muzika) — литовский академический хор самоуправления города Вильнюса, основанный в 1989 году.
За несколько первых лет существования «Jauna Muzika» стал одним из наиболее титулованных хоров не только в Литве, но и в Европе. В 1990—1996 годах хор «Jauna muzika» участвовал в 14-ти международных хоровых конкурсах, в 13-ти из них победил. В 1993 году на первенстве обладателей Grand Prix международных конкурсов, которое было организовано Международной федерацией хоровой музыки в Варне (Болгария), хор был удостоен высшей награды — Grand Prix Europeo. В 1994 году хор «Jauna muzika» стал хором Вильнюсского самоуправления «Jauna muzika» и дождался признания в собственной стране — конкурсная комиссия Песенного праздника литовцев мира наградила хор Большим Призом.
Создатели хора — дирижёр и композитор Ремигиюс Мяркялис и его многолетний директор Альгимантас Гурявичюс. С 1992 года хором руководит дирижёр и композитор Вацловас Аугустинас. В хоре поют профессиональные музыканты — выпускники и студенты Литовской академии музыки и театра.
«Jauna Muzika» — активный музыкальный коллектив, ежегодно организующий более 60 концертов в своей стране и за рубежом.
Миссия хора «Jauna Muzika» — предложить слушателю бесконечно богатую и ценную сокровищницу хоровой музыки a cappella. Эта миссия, требующая особого профессионального мастерства, позволяет хору «Jauna Muzika» достичь высокого уровня исполнения, снискавшего международное признание. Помимо этой деятельности, хор часто исполняет вокально-инструментальные произведения.
Концертные маршруты хора «Jauna muzika» пролегали через все европейские страны, Японию, Израиль, Китай. Хор участвовал в крупных мировых фестивалях, где исполнял программы a capella или совместно с Тель-Авивским симфоническим оркестром, Иерусалимским симфоническим оркестром, симфоническим оркестром Людвигсбургского фестиваля, Берлинским симфоническим оркестром, израильским камерным оркестром «Camerata», Берлинским камерным оркестром «Солисты Баха», камерным оркестром «Виртуозы Москвы», оркестром «St. Petersburg Camerata». В Литве и за рубежом хор постоянно выступает с Камерным оркестром Литвы, Национальным симфоническим оркестром, Литовским государственным симфоническим оркестром, камерным оркестром им. Св. Христофора Вильнюсского самоуправления. «Jauna Muzika» показывал программы под руководством таких мастеров дирижёрской палочки, как Пинх Стенберг, Николас МакГеган, Ноам Шерифф, Вольфганг Гененвейн, Давид Шаллон, Вильям Ботон, Владимир Ашкенази, Владимир Спиваков, Авнер Бирон, а также Саулюс Сондецкис, Гинтарас Ринкявичюс, Робертас Шервеникас, Донатас Каткус. В концертных залах хору «Jauna Muzika» доводилось выступать с самыми яркими мировыми музыкантами современности: виолончелистом Марком Дробинским, певцами Робином Блазе, Евой Бен-Цви, Бенно Шоллумом, Адамом Здуниковским, Анатолием Сафиуллиным, кантором Йозефом Малованным, знаменитыми литовскими певцами Виргилиюсом Норейкой, Владимиром Прудниковым, Сигуте Стоните, Юдитой Лейтайте, Альгирдасом Янутасом, джазовыми исполнителями Пятрасом Вишняускасом, Скирмантасом Саснаускасом, Артурасом Анусаускасом, Людасом Моцкунасом, Вутисом Нивинскасом и возглавляемыми ими группами.
«Jauna Muzika» является членом Международной федерации хоровой музыки. В 1995 году хор представлял литовское хоровое искусство на Европейском симпозиуме хоровой музыки в Любляне, а в 1999 году — на Всемирном симпозиуме хоровой музыки в Роттердаме.
За 18 лет у хора «Jauna Muzika» накопился разнообразный и ценный репертуар, в котором есть партитуры для хора a cappella, сочиненные мастерами всех эпох, шедевры вокально-инструментальной музыки и новые произведения. Важное место в репертуаре хора занимают и произведения литовских композиторов — Ю. Науялиса, Ю. Груодиса, О. Балакаускаса, Ф.Баёраса, М.Урбайтиса, В.Бартулиса, Н.Валанчюте, О. Нарбутайте, В. Аугустинаса, Р.Мяркялиса и др. В последние годы хор, чтобы активизировать литовских авторов, начал исполнять и произведения самых молодых композиторов нашей страны.
Хор Вильнюсского самоуправления «Jauna Muzika» не только активно выступает с концертами, но и сам является инициатором значимых проектов.
С 1995 года хор проводит ежегодные курсы по интерпретации и дирижерству, для ведения которых приглашает самых именитых хоровых дирижёров мира. Дирижёров литовских хоров, педагогов и студентов музыкальных школ с новейшими тенденциями в развитии хорового искусства знакомили руководитель Штутгартского камерного хора и Штутгартского оркестра барокко Фридер Бернюс, художественный руководитель «Studio Vocale Karlsruhe» Вернер Пфафф (Германия), художественный руководитель хора «Mikaeli» Андерс Эби (Швеция), художественный руководитель хора Бирмингемского симфонического оркестра Симон Халси (Великобритания), художественный руководитель «Rheinische Kantorei» Герман Макс (Германия), художественный руководитель «Collegium Vocale Salzburg» Альберт Хартингер (Австрия), руководитель «Concerto Italiano» Ринальдо Алессандрини (Италия), дирижёр ассоциации «American Voices» Айра Сполдинг, художественный руководитель Венского камерного хора Йоханесс Принц, художественный руководитель Кафедры св. Якова в Стокгольме Гари Граденс, художественный руководитель «BBC Singers» Боб Хилкотт. Одновременно с этими дирижерами хор подготовил и поставил оригинальные программы произведений, не звучавших в Литве. Большинство этих программ было снято LTV и стало доступно широчайшей слушательской аудитории.
В 1998 году хор организовал международный музыкальный фестиваль «Вечный Иерусалим», концерты которого звучали в Национальной филармонии Литвы, в Литовском национальном театре оперы и балета, в вильнюсской Ратуше.
В конце 2000 года вместе с Фестивалем вильнюсской Ратуши хор «Jauna Muzika» пригласил поклонников музыки барокко на концерты, в которых участвовали ансамбли «The Kings Consort» (Великобритания) и «Il Seminario Musicale» (Франция).
В 2001 году слушателям был представлен третий Народный концертный цикл «Дни немецкой, польской и литовской музыки барокко», где вместе с литовскими исполнителями участвовали «Cappella Gedanensis» (Польша) и ансамбль «Musica Antiqua Koln» под управлением Рейнгарда Гёбеля..
С 2002 года хор организует концертный цикл в вильнюсском костеле евангелических лютеран, на этих концертах звучат неожиданные, уникальные программы, в которых участвуют самые знаменитые литовские джазовые исполнители, актеры, гости из-за рубежа. В поиске новых, близких широкой аудитории форм, хор постоянно создает программы развлекательной музыки.
С 2006 года организует концертные циклы в вильнюсском костёле Святой Екатерины.